# Espero Tua (Re)volta
Espero tua (re)volta é um documentário brasileiro sobre a mobilização estudantil que ocorreu em São Paulo em 2015. O documentário foi dirigido por Eliza Capai e conta os fatos do evento através da narração de três jovens estudantes, cada um com um ponto de vista diferente. Além de possuir imagens e relatos da mobilização de 2015, também possui partes sobre os protestos de 2013 e o impeachment de Dilma Rousseff, chegando até a vitória do presidente Jair Messias Bolsonaro. O filme teve estreia nos cinemas nacionais no dia 15 de agosto de 2019.
O documentário foi exibido inicialmente em 16 fevereiro de 2019, durante o 69º Berlinale, no qual recebeu o Prêmio da Anistia Internacional por expor "a repressão sofrida por estudantes que procuram defender o acesso à educação livre", e o Prêmio da Paz por seu compromisso com a coragem cívica. Em agosto de 2019, Espero tua (re)volta, durante o Cine Pernambuco, recebeu os prêmios de Melhor Longa-metragem, Melhor Roteiro (Eliza Capai) e Melhor Montagem (Eliza Capai e Yuri Amaral). Em seu primeiro ano, o filme participou de mais de 80 festivais, recebendo mais de 20 prêmios.